# Nicéthamide
Le nicéthamide (commercialisé sous le nom de coramine) est un stimulant cardiovasculaire.

## Utilisation dans le sport
Le nicéthamide fait partie de la liste des substances interdites par le  Code mondial antidopage. Les cyclistes Jaime Huélamo et Aad van den Hoek ont été contrôlés positifs à cette substance lors des Jeux olympiques de 1972. Le nicéthamide était alors autorisé par l'Union cycliste internationale, mais interdit par le Comité international olympique. La sprinteuse américaine Torri Edwards est contrôlée positive à cette substance en 2004 et suspendue deux ans. L'escrimeuse Laura Flessel elle aussi contrôlée positif au nicéthamine en 2002 a été suspendue 3 mois par sa fédération internationale. En 2013, le joueur de tennis Marin Čilić est suspendu quatre mois pour prise de nicéthamine. En juillet 2021, l'athlète suisse Kariem Hussein est suspendu pour 9 mois après avoir pris un complément alimentaire contenant du nicéthamide, pensant à tort qu'il s'agissait d'une substance approuvée. Cette suspension le prive de participation aux Jeux olympiques de Tokyo.

## Sources
- (en) Cet article est partiellement ou en totalité issu de l’article de Wikipédia en anglais intitulé « Nikethamide » (voir la liste des auteurs).